# Comuna Aușeu, Bihor
Aușeu (maghiară Kisősi, germană Auersperg) este o comună în județul Bihor, Crișana, România, formată din satele Aușeu (reședința), Cacuciu Vechi, Codrișoru, Gheghie, Groși și Luncșoara.

## Demografie
Componența etnică a comunei Aușeu
     Români (81,16%)
     Romi (9,1%)
     Slovaci (4,29%)
     Alte etnii (0,63%)
     Necunoscută (4,81%)
Componența confesională a comunei Aușeu
     Ortodocși (76,46%)
     Penticostali (7,92%)
     Romano-catolici (4,11%)
     Greco-catolici (1,07%)
     Alte religii (4,63%)
     Necunoscută (5,81%)
Conform recensământului efectuat în 2021, populația comunei Aușeu se ridică la 2.702 locuitori, în scădere față de recensământul anterior din 2011, când fuseseră înregistrați 3.033 de locuitori. Majoritatea locuitorilor sunt români (81,16%), cu minorități de romi (9,1%) și slovaci (4,29%), iar pentru 4,81% nu se cunoaște apartenența etnică. Din punct de vedere confesional, majoritatea locuitorilor sunt ortodocși (76,46%), cu minorități de penticostali (7,92%), romano-catolici (4,11%) și greco-catolici (1,07%), iar pentru 5,81% nu se cunoaște apartenența confesională.

## Politică și administrație
Comuna Aușeu este administrată de un primar și un consiliu local compus din 11 consilieri. Primarul, Mitică-Florentin Lazăr[*], de la Partidul Național Liberal, este în funcție din 2012. Începând cu alegerile locale din 2024, consiliul local are următoarea componență pe partide politice:
|  | Partid                                                  | Consilieri | Componența Consiliului | Componența Consiliului | Componența Consiliului | Componența Consiliului | Componența Consiliului | Componența Consiliului |
|  | ------------------------------------------------------- | ---------- | ---------------------- | ---------------------- | ---------------------- | ---------------------- | ---------------------- | ---------------------- |
|  | Partidul Național Liberal                               | 6          |                        |                        |                        |                        |                        |                        |
|  | Partidul Social Democrat                                | 3          |                        |                        |                        |                        |                        |                        |
|  | Uniunea Democratică a Slovacilor și Cehilor din România | 1          |                        |                        |                        |                        |                        |                        |
|  | Alianța pentru Unirea Românilor                         | 1          |                        |                        |                        |                        |                        |                        |

## Atracții turistice
- Biserica de lemn „Sfinții Arhangheli Mihail și Gavriil” din satul Gheghie, construcție secolul al XVIII-lea, monument istoric
- Biserica de lemn „Sfântul Gheorghe” din satul Luncșoara, construcție secolul al XVIII-lea, monument istoric
- Casa parohială ortodoxă din satul Groși, construcție 1927, monument istoric
- Castelul de vânătoare „Zichy” din satul Gheghie, construcție 1860, monument istoric
- Situl arheologic de la Luncșoara
- Muntele Șes - sit de importanță comunitară inclus în rețeaua ecologică europeană Natura 2000 în România.

## Personalități
Alexandru Roman (1826–1897), om politic, publicist și educator.